# 日産自動車事件
日産自動車事件（にっさんじどうしゃじけん）とは、
1. 1981年（昭和56年）3月24日最高裁判所判決。企業における男女別定年の適法性が争われた裁判。日産自動車女子若年定年制事件ともいう。
2. 1985年（昭和60年）4月23日最高裁判所判決。同一企業内に複数の労働組合が存在する場合の取り扱いについて争われた裁判。日産自動車残業差別事件ともいう。
3. 1987年（昭和62年）5月8日最高裁判所判決。労働組合に対する便宜供与について争われた裁判。日産自動車便宜供与事件ともいう。
4. 2018年（平成30年）11月19日にあった役員報酬に係る不正などの発覚事件。
5. その他

本記事においては、1.および2.について述べる。
3.については日本の労働組合#便宜供与を、4.についてはカルロス・ゴーン事件を、5.については日産自動車#事件・不祥事を参照。

## 1981年の裁判の概説
原告女性の勤務先会社（プリンス自動車工業）は1966年に被告会社（日産自動車）に吸収合併された。合併前の会社は男女とも55歳定年だったが、新しい勤務先となった会社は就業規則で定年を男性55歳、女性50歳と定めていた。そして、満50歳となった原告は1969年1月末で退職を命じられた。これに対し、女性は従業員である地位の確認を求める仮処分申請を起こしたが、一審・二審とも請求を棄却したため女性が本訴に及んだ。しかし本訴では一審・二審とも男女別定年制が違法であると認めたため、会社側が日本国憲法第14条、民法90条の解釈誤りを主張して上告。女子の定年を男子よりも5歳若く定めた男女別定年制が違法であるかどうかが問われた裁判である。

### 判決内容
最高裁判所は、会社側の上告を棄却した（昭和56年3月24日第三小法廷判決）。判決で、上告会社における女子従業員の担当職種、男女従業員の勤続年数、高齢女子労働者の労働能力、定年制の一般的現状等諸般の事情を検討したうえ、女子従業員各個人の能力等の評価を離れて、その全体を上告会社に対する貢献度の上がらない従業員と断定する根拠はなく、男女別定年制は性別のみによる不合理な差別を定めたものとして、民法90条の公序良俗違反により無効であるとした。

### 影響
- すでに三菱樹脂事件、昭和女子大事件で憲法の私人間効力については間接適用説が判例・通説となっていたが、本判決もこの流れに沿うものである。
- 男女雇用機会均等法第6条が男女別定年制の禁止を定めたことで、男女別定年制についての憲法解釈論の問題は生じなくなった。
- また、厚生年金保険については当時、支給開始年齢が男女で差があり、これは被告企業の主張の一つでもあったのだが、最高裁判決ではこれについての正当性の判断は示されなかった。

## 1985年の裁判の概説
日産自動車が、プリンス自動車工業との合併後において、日産自動車で実施してきた昼夜二交替の勤務体制及び計画残業を旧プリンス自動車工場にも導入することとなった。合併後の日産自動車には、従業員の大多数を組織する日産自動車労働組合（旧プリンス自動車工業の従業員の多数派が日産労組に合流した）と、ごく少数の従業員を組織するのみとなった総評全国金属労働組合東京地方本部プリンス自動車工業支部（以下、「支部組合」と称す）とが併存していた。本件では、支部組合は、かねてより深夜勤務に反対しており、日産自動車は上記両体制の導入に際し、多数組合とのみ協議を行い、支部組合には何らの申入れ等を行わなかった。そして、日産自動車は、多数組合の組合員にのみ交代勤務・残業を命じ、支部組合の組合員については昼間勤務にのみ従事させ、残業を一切命じなかった。このことが不当労働行為であるとして争われた事件である。
初審東京地方労働委員会は、支部組合員に対して残業差別をしてはならない旨の救済命令を発し、中央労働委員会もこの命令を支持したところ、東京地裁に行政訴訟が提起され、同地裁は、日産自動車が、計画残業に反対している支部組合員を計画残業に組み入れなかったことには理由がある（日産式の交代制勤務はすべてが組み合わさって初めて効果を得るものであり、一部深夜勤務を拒否されるとシフトを組むことが困難となるのであって、決して労働組合を差別しているのではない）として日産側の主張を認めて救済命令を取り消した。中労委等が控訴したところ、昭和52年11月20日に東京高裁は、十分な団体交渉を行わずに支部組合員に残業させなかったことは不当労働行為に当たるとして一審判決を取り消して再審査命令を支持する判決を言い渡した。日産自動車側がこれを不服として上告した。

### 判決内容
最高裁判所は、日産自動車の上告を棄却する旨の判決を言い渡し、上記行為により不当労働行為が成立すると判断した。
「併存する各組合はそれぞれ独自の存在意義を認められ、固有の団体交渉権及び労働協約締結権を保障されており、その当然の帰結として、使用者は、いずれの組合との関係においても誠実に団体交渉を行うべきことが義務づけられ、また、単に団体交渉の場面に限らず、すべての場面で使用者は各組合に対し、中立的態度を保持し、その団結権を平等に承認、尊重すべきものであり、各組合の性格、傾向や従来の運動路線のいかんによって差別的な取扱いをすることは許されない。」「合理的、合目的的な取引活動とみられうべき使用者の態度であっても、当該交渉事項については既に当該組合に対する団結権の否認ないし同組合に対する嫌悪の意図が決定的動機となって行われた行為であり、当該団体交渉がそのような既成事実を維持するために形式的に行われているものと認められる特段の事情がある場合には、右団体交渉の結果としてとられている使用者の行為についても労働組合法7条3号の不当労働行為が成立する。」として、日産自動車の支部組合に対する交渉態度は支部の動揺や弱体化をもくろんだと言われてもやむを得ないと認定した。
なお、裁判官木戸口久治は、不当労働行為は成立しないとする旨の一審・東京地裁の判断を支持して、反対意見を述べた。

### 参考サイト
- 労働委員会関係裁判例データベース 中央労働委員会

## 関連文献
- 中本ミヨ『されど忘れえぬ日々：日産自動車の男女差別を撤廃させた12年のたたかい』かのう書房 1996年（原告の自伝）